# 戸川安利
戸川 安利（とがわ やすとし、元和2年（1616年） - 寛文4年5月3日（1664年5月28日）は、江戸時代前期の幕臣（旗本寄合）・書院番、東海寺修補奉行。通称は平九郎、のち主膳、平右衛門など。
庭瀬藩主・戸川達安の四男として生まれる。母は岡元忠の娘。妻は石河貞政の娘、宮城和甫の娘。子に戸川安廣、戸川安村、岡部雄勝（岡部雄救養子）、娘（石尾氏一妻）。
寛永5年（1628年）2月、父の跡を継いだ兄・戸川正安によって帯江地区（岡山県倉敷市）に3300石を分知され旗本となる。領内の仕置は安利が少年のため、庭瀬藩から遣わされた岸常右衛門（のちの江戸家老）たちを中心にして行わせた。
承応元年（1652年）収入の増備のため二日市村の九郎右衛門に新田開発（亀山新田）をさせる。
寛文4年（1664年）5月3日没。跡目は子の安廣が継いだ。